# Triomf van de vrede
Triomf van de Vrede (1954) is het grootste wandtapijt ter wereld. Het tapijt is ontworpen door Peter Colfs. Het werd door de Belgische regering geschonken aan de Verenigde Naties.
Het wandtapijt, een allegorie van welvaart en gelijkheid, is in de lobby van Afgevaardigden op het hoofdkantoor van de Verenigde Naties te bezichtigen.
Hoewel het enorme tapijt wel eens beschreven wordt als het grootste wandtapijt ter wereld, is dat het niet: er zijn tapijten die nog groter zijn, zoals het 14e-eeuwse Apocalyps van Angers, dat circa 100 bij 4,50 meter is.

## Allegorische betekenis
Triomf van de vrede is een decoratief en gestileerd ontwerp van veelal allegorische figuren waarvan de kleuren en de schiere grootte van 115 vierkante meter de ruimte vullen. Het tapijt is gevuld met een vredesduif die de bron van goede wil benadert, negen menselijke figuren en planten, die tezamen de vrede, voorspoed en gelijkheid symboliseren, terwijl aan de randen de hoofdsteden van lidstaten staan afgebeeld.
De centrale vrouwenfiguur stelt de aarde en het leven voor. Aan haar weerszijden staan mannen op het punt elkander met boomstammen aan te vallen. Zij symboliseren landen in oorlog. Onder de fontein zit een vrouw met in haar hand een spiegel, symbool van het leven. Zij verbeeldt het VN-pact 'gelijkheid'. Naast deze vrouw ligt een ziekelijke (gewonde?) man, die de zwakkere landen verbeeldt. De twee krijgers in de linkerbovenhoek verbeelden het VN-principe van 'gezamenlijke verantwoordelijkheid en steun aan zwakke landen'. De twee vrouwenfiguren in de rechterbovenhoek verbeelden de 'hulp aan ontwikkelingslanden' en 'het recht'.

## Productie en installatie
Het tapijt is met afmetingen van 13,20 bij 8,65 meter het grootste wandtapijt dat ooit geweven is, met zoveel wol en katoen dat de equator bijna viermaal omwonden had kunnen worden. Het ontwerp van Colfs werd door wevers van het Belgische Koninklijke Tapijtweverij Gaspard De Wit in tien maanden tijd geproduceerd.
Het tapijt werd in het voorjaar van 1954 voor het eerst op de Brusselse Internationale Jaarbeurs tentoongesteld, alvorens het naar zijn eindbestemming in New York verhuisde. België schonk dit tapijt in 1959 aan de VN. Daar hangt het sindsdien in de lobby van Afgevaardigden op het hoofdkantoor van de Verenigde Naties.